# Gruppo del Visentin: M. Faverghera - M. Cor
Gruppo del Visentin: M. Faverghera - M. Cor este o arie protejată (arie specială de conservare — SAC, sit de importanță comunitară — SCI) din Italia întinsă pe o suprafață de 1.562 ha, integral pe uscat.

## Localizare
Centrul sitului Gruppo del Visentin: M. Faverghera - M. Cor este situat la coordonatele 46°03′55″N 12°18′10″E / 46.065278°N 12.302778°E.

## Înființare
Situl Gruppo del Visentin: M. Faverghera - M. Cor a fost declarat sit de importanță comunitară în septembrie 1995 pentru a proteja 1 specie de plante și 19 specii de animale. Situl a fost protejat și ca arie specială de conservare în mai 2019.

## Biodiversitate
Situată în ecoregiunea alpină, aria protejată conține 10 habitate naturale: Pante stâncoase calcaroase cu vegetație casmofită, Liziere de ierburi înalte hidrofile de câmpie și de nivel montan până la alpin, Tufărișuri cu Pinus mugo și Rhododendron hirsutum (Mugo-Rhododendretum hirsuti), Formațiuni ierboase bogate în specii de Nardus, dezvoltate pe substraturi silicioase în zone montane (și în zone submontane, în Europa continentală), Păduri de fag din Europa Centrală dezvoltate pe sol calcaros cu Cephalanthero-Fagion, Păduri ilirice de Fagus sylvatica (Aremonio-Fagion), Fânețe de joasă altitudine (Alopecurus pratensis, Sanguisorba officinalis), Pajiști alpine și subalpine calcaroase, Pajiști uscate seminaturale și facies de acoperire cu tufișuri pe substraturi calcaroase (Festuco-Brometalia) (* situri importante pentru orhidee), Fânețe montane.
La baza desemnării sitului se află mai multe specii protejate:
- plante (1): papucul doamnei (Cypripedium calceolus)
- păsări (17): uliu porumbar (Accipiter gentilis), uliu păsărar (Accipiter nisus), minunița (Aegolius funereus), potârnichea de stâncă (Alectoris graeca saxatilis), acvilă de munte (Aquila chrysaetos), cocoșul de mesteacăn (Bonasa bonasia), buha (Bubo bubo), erete vânăt (Circus cyaneus), ciocănitoare neagră (Dryocopus martius), Eudromias morinellus, sfrâncioc roșiatic (Lanius collurio), Lyrurus tetrix tetrix, gaia neagră (Milvus migrans), mierlă de piatră (Monticola saxatilis), viespar (Pernis apivorus), sitar de pădure (Scolopax rusticola), mierlă gulerată (Turdus torquatus)
- amfibieni (1): izvoraș-cu-burta-galbenă (Bombina variegata)
- pești (1): Barbus plebejus

Pe lângă speciile protejate, pe teritoriul sitului au mai fost identificate 6 specii de plante.